# Архангельский, Павел Васильевич
Па́вел Васи́льевич Арха́нгельский (? — не ранее 1838) — российский педагог.
Окончил кандидатом Императорский Московский университет.
Был определён с 13 июля 1825 года исправлять должность профессора правоведения и политической экономии Ришельевского лицея; 12 октября 1831 года был утверждён профессором российского законоведения.
При его назначении 11 марта 1836 года на должность инспектора казённых училищ и члена Совета управления Одесским учебным округом, ему было разрешено продолжать чтение лекций в лицее. В 1837 году он даже исправлял должность инспектора лицея с 4 марта по 5 августа, а затем — с 5 августа по 1 сентября — должность директора лицея. 
24 февраля 1838 года Архангельский был уволен от должности инспектора и вновь утверждён профессором законоведения, с предоставлением ему также кафедры энциклопедии и истории правоведения лицея, но в том же году оставил кафедру.